# Exoplanet

System des Sterns HR 8799 (Mitte, hinter kreisförmiger Abdeckung) mit den Planeten HR 8799b (links oben), HR 8799c (rechts oben), HR 8799d (rechts unten) und HR 8799e (Mitte rechts), aufgenommen vom Keck-Observatorium 2009–2021

Ein Exoplanet (präziser extrasolarer Planet) ist ein planetarer Himmelskörper außerhalb (griechisch ἔξω) des vorherrschenden gravitativen Einflusses unserer Sonne, aber innerhalb des gravitativen Einflusses eines anderen Sterns oder Braunen Zwergs, der eine ausreichende Masse hat, um eine annähernd kugelförmige Gestalt anzunehmen. Extrasolare Planeten gehören also nicht unserem Sonnensystem, sondern anderen Planetensystemen an.
Daneben gibt es auch den Planeten ähnliche Himmelskörper, die keinen anderen Himmelskörper umrunden und unter den neu geprägten Oberbegriff Planemo (von englisch planetary mass object) fallen, wobei Stand Ende 2016 kein Konsens darüber besteht, ob und ggf. unter welchen Bedingungen diese auch als Exoplaneten zu bezeichnen sind.
Sowohl Exoplaneten als auch diese „frei fliegenden bzw. vagabundierenden Planeten“ zählen zu den Objekten planetarer Masse.

## Geschichte

### Gründe für die Suche nach Exoplaneten
Die Erforschung von Exoplaneten erweitert das Verständnis des Universums und zeigt, dass Planetensysteme weit verbreitet sind. Sie liefert wichtige Erkenntnisse für die Astrobiologie und ermöglicht Vergleiche zur Entstehung und Entwicklung unseres eigenen Sonnensystems. Das ist fundamental für die Suche nach potenziell bewohnbaren, erdähnlichen Welten.

### Erste Entdeckungen von Exoplaneten
Bereits in den 1980er Jahren wurden die ersten Exoplaneten entdeckt, aber damals entweder als Brauner Zwerg klassifiziert (HD 114762 b) oder aufgrund der noch ungenügenden Messgenauigkeit zeitweilig wieder verworfen (Gamma Cephei b).
Die ersten Planeten überhaupt, die außerhalb des Sonnensystems bestätigt wurden, umkreisen den Pulsar Lich. Der Pulsar wurde 1990 von dem polnischen Astronomen Aleksander Wolszczan und dem kanadischen Radioastronomen Dale Frail entdeckt. Durch genaue Messungen der Wiederkehrzeit des Strahls, der die Erde vom Pulsar aus erreicht, konnten 1992 drei Planeten mit Massen von 0,02, 4,3 und 3,9 Erdmassen und Umlaufzeiten von 25,262, 66,5419 und 98,2114 Tagen nachgewiesen werden. 1994 wurde ein weiterer Planet um den Pulsar PSR J1623-2631 entdeckt. Auf diesen Planeten ist Leben, wie man es von der Erde kennt, praktisch ausgeschlossen.
Die erste definitive Entdeckung eines Exoplaneten in einem Orbit um einen Stern ähnlich der Sonne wurde 1995 von Michel Mayor vom Departement für Astronomie der Universität Genf und seinem Mitarbeiter Didier Queloz mit Hilfe der Radialgeschwindigkeitsmethode gemacht. Der Planet 51 Pegasi b kreist im 4,2-Tage-Takt um den ca. 51 Lichtjahre von der Erde entfernten Stern 51 Pegasi (Sternbild: Pegasus) und hat 0,46 Jupitermassen.

### Weitere Entwicklung bis zum Start der Kepler-Mission
Im Jahre 1999 wurde mit HD 209458 b erstmals ein Planet mithilfe der Transitmethode bestätigt. Bei diesem Planeten konnte 2002 erstmalig eine Atmosphäre mit Natrium als wesentlichem Bestandteil nachgewiesen werden. Die Transitmethode erwies sich in den nachfolgenden Jahren als äußerst effektiv bei der Suche nach Exoplaneten und ist mittlerweile die erfolgreichste Methode in diesem speziellen Forschungsbereich der Astronomie. Zusammen mit Verbesserungen bei der Radialgeschwindigkeitsmethode führte das dazu, dass eine immer größere Anzahl an Exoplaneten entdeckt wurde. 2004 wurde erstmals ein Planet mittels direkter Beobachtung im Orbit des Braunen Zwergs 2M1207 entdeckt und 2006 durch Nachfolgemessungen mit dem Hubble-Weltraumteleskop bestätigt. Exoplaneten im Orbit um sonnenähnliche Sterne konnten lange nicht mit Teleskopen direkt beobachtet werden, da sie im Vergleich zu ihrem Stern sehr lichtschwach sind. Sie werden von dem um ein Vielfaches helleren Stern, um den sie kreisen, überstrahlt. 2005 konnte mit Gliese 876 d die erste Supererde nachgewiesen werden. Später kamen weitere hinzu, wobei das System Gliese 581 eines der ersten mit größerem Echo in den Medien war, da sich eine oder zwei der Supererden in diesem System in der habitablen Zone des Roten Zwergs befinden würden. Die Entdeckung dieser Welten führte zu einer vertieften Debatte über die Habitabilität von Roten Zwergen. Interessanterweise konnten gerade die Planeten in der habitablen Zone um Gliese 581 nicht bestätigt werden und die entsprechenden Signale werden heute auf stellare Aktivität zurückgeführt. 2006 startete mit COROT das erste Weltraumteleskop, das mittels der Transitmethode nach Exoplaneten Ausschau hielt. Diese Mission entdeckte etwa 30 Exoplaneten; sie endete 2012. Im Jahre 2008 wurde bei HD 189733 b Wasserdampf entdeckt. Später kamen weitere Planeten mit Nachweis von Wasserdampf wie WASP-12b hinzu.

### Kepler-Mission und weitere Entdeckungen

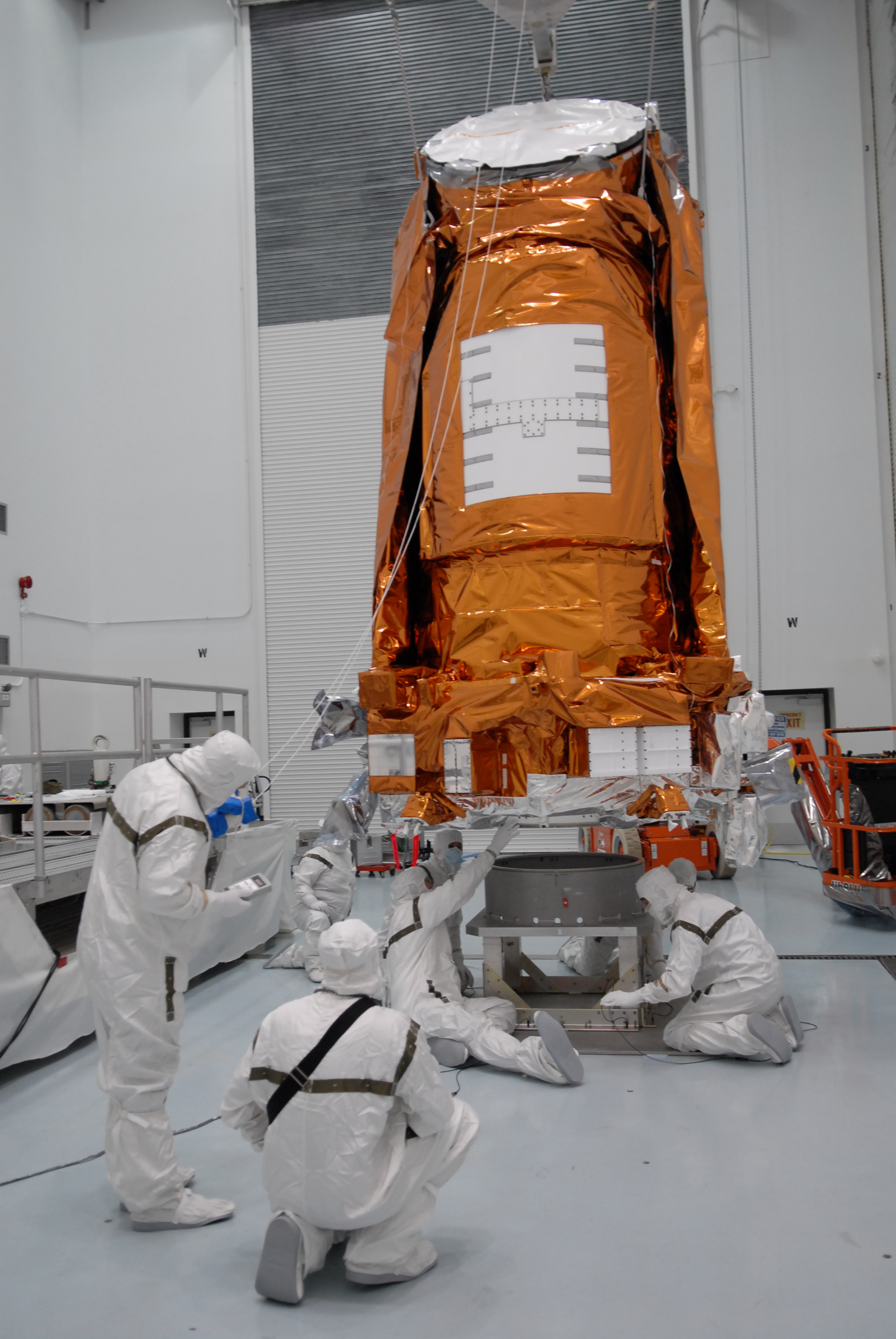
Bild des Kepler-Teleskops in der Montagehalle

Im Jahre 2009 wurde die äußerst erfolgreiche Kepler-Mission gestartet. Der Satellit nahm dabei die Sternbilder Schwan und Leier ins Bild und fokussierte hauptsächlich auf lichtschwache Rote Zwerge. Während der Primärmission konnten bis 2013 über 2000 Exoplaneten entdeckt werden. Aufgrund dieser hohen Datenmengen konnten damit erstmals Abschätzungen über die Häufigkeiten von Exoplaneten in der Milchstraße eingegrenzt werden. Die Daten erlaubten auch einen Rückschluss auf die Masse eines typischen Exoplaneten. Wie sich herausstellte, sind vermutlich Exoplaneten mit Massen zwischen derjenigen der Erde bis etwa zur Masse Neptuns die häufigsten Planeten. Im Jahre 2010 wurde mithilfe der Radialgeschwindigkeitsmethode um HD 10180 das erste System mit sechs (oder mehr) Exoplaneten entdeckt.
Nach der vermeintlichen Entdeckung eines Planeten um Alpha Centauri B im Jahre 2012 konnte im Jahre 2016 tatsächlich ein Exoplanet um unseren nächsten Nachbarstern Proxima Centauri nachgewiesen werden. Der von der Masse her mit der Erde vergleichbare Planet Proxima b umkreist den Mutterstern auf einer sehr engen Umlaufbahn. Da dieser Stern jedoch extrem lichtschwach ist, befindet sich Proxima b sogar innerhalb der habitablen Zone. Aufgrund der Strahlungsausbrüche von Proxima Centauri und der gebundenen Rotation muss die Habitabilität des Planeten dennoch angezweifelt werden. Im selben Jahr 2016 konnten um Trappist-1 die ersten Exoplaneten nachgewiesen werden. Ein Jahr später erhöhte sich die Zahl der Planeten im Trappist-System auf sieben. Das System ist besonders interessant, da alle sieben Exoplaneten mit der Erde vergleichbare Massen haben. Zusätzlich befinden sich mehrere dieser Planeten in der habitablen Zone, wobei jedoch der Zentralstern wiederum ein lichtschwacher Roter Zwerg ist.
Im Jahre 2018 wurde mit TESS quasi der Nachfolger der erfolgreichen Kepler-Mission gestartet. Der wesentliche Unterschied von TESS zu vorigen Missionen ist, dass ein weitaus größerer Abschnitt des Himmels durchsucht wird. Außerdem stehen nähere und hellere Sterne im Fokus. Dies vereinfacht eine nachfolgende Untersuchung der entdeckten Planeten gegenüber den Kepler-Planeten wesentlich.

### Aktueller Stand und aktuelle Missionen
Im Jahre 2019 wurden Michel Mayor und Didier Queloz für die Entdeckung von 51 Pegasi b mit dem Nobelpreis für Physik ausgezeichnet.
Eine wichtige Mission ist das Ende 2021 gestartete James-Webb-Weltraumteleskop: Mit ihm lassen sich einzelne Exoplaneten deutlich intensiver als bisher untersuchen. Mit dem Teleskop lassen sich quantitativ und qualitativ erheblich aussagekräftigere Informationen über die Atmosphären von Exoplaneten gewinnen, im Speziellen auch über die Existenz von Bestandteilen, die Hinweise auf mögliches Leben andeuten könnten. Das Spektrum des Planeten WASP-96 b gehörte zu den ersten fünf Bildern, die vom James-Webb-Weltraumteleskop veröffentlicht wurden. In der Zwischenzeit wurde eine Vielzahl weiterer Atmosphären untersucht. Der mit Stand Ende 2024 kleinste Planet mit veröffentlichtem Spektrum ist der heiße GJ 9827 d mit einer Gleichgewichtstemperatur von etwa 600 K. Trotz der hohen Temperaturen konnte hier Wasserdampf nachgewiesen werden.
Aktuell (2024) konnte bei vielen Sternen in der Nachbarschaft zur Sonne mindestens ein Exoplanet nachgewiesen werden.

## Nachweismethoden

### Indirekte Nachweismethoden

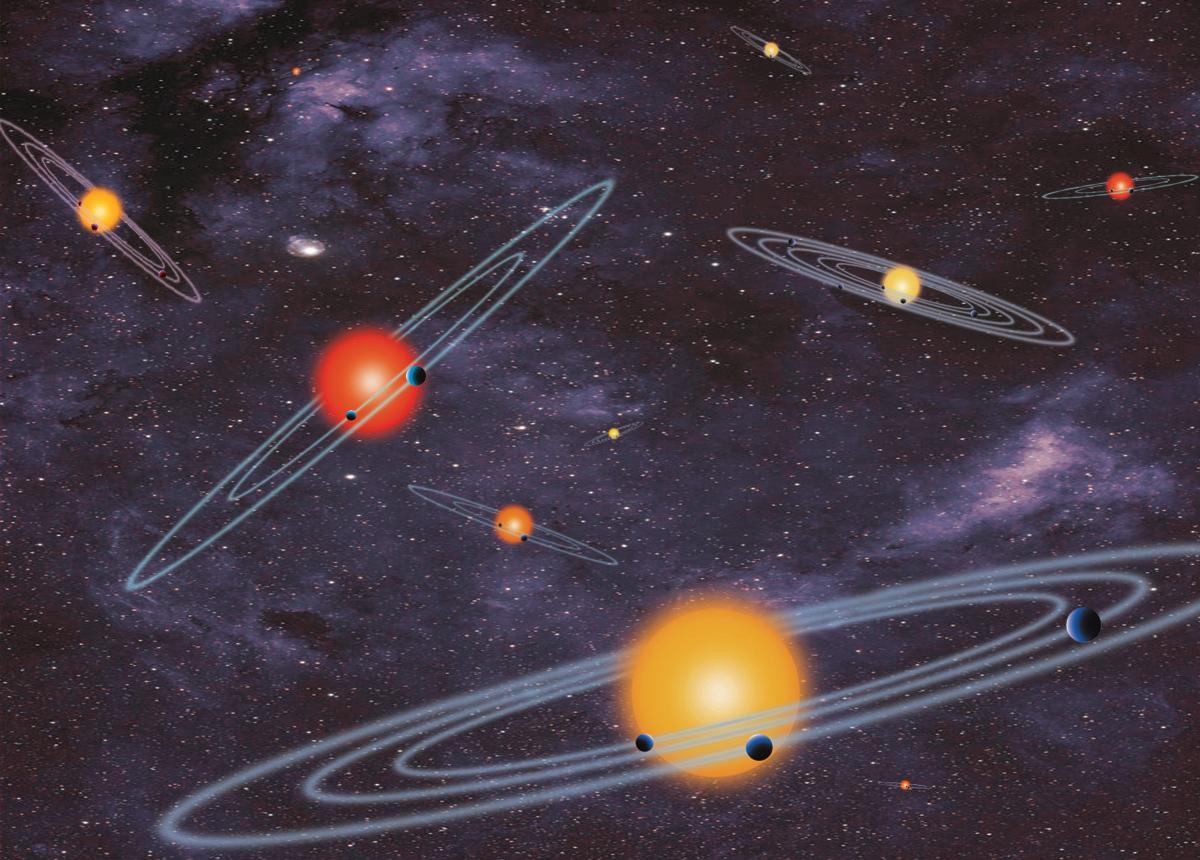
Schematische Darstellung der Bahnen in Planetensystemen, die mit der Transitmethode entdeckbar sind (NASA)

Bislang konnte man die meisten Exoplaneten nur indirekt nachweisen. Mehrere Methoden nutzen dabei den Einfluss der Planeten auf den Zentralstern:

#### Transitmethode
Falls die Umlaufbahn des Planeten so liegt, dass er aus Sicht der Erde genau vor dem Stern vorbeizieht, erzeugen diese Bedeckungen periodische Absenkungen in dessen Helligkeit. Sie lassen sich durch hochpräzise Photometrie (Helligkeitsmessungen des Sterns) nachweisen, während der Exoplanet vor seinem Zentralstern vorübergeht. Diese Messung kann mittels terrestrischer Teleskope wie SuperWASP oder wesentlich genauer durch Satelliten wie COROT, Kepler oder ASTERIA durchgeführt werden. Anfang 2005 gelang mit dem Spitzer-Weltraumteleskop im Infrarotlicht auch der Nachweis einer sekundären Bedeckung eines heißen Planeten durch den Zentralstern. Lichtkurven des Hot Jupiter CoRoT-1 b zeigen zusätzlich Schwankungen um 0,0001 mag, die als Lichtphase des Planeten interpretiert werden.
Um die Massen der Planeten zu ermitteln, muss zusätzlich eine der anderen Beobachtungsmethoden angewandt werden.

#### Radialgeschwindigkeitsmethode

Schematische Darstellung der Bewegung des Zentralgestirns um den gemeinsamen Schwerpunkt, die Messung der Bewegung des Sterns ist der Ansatz für die Radialgeschwindigkeitsmethode und für die astrometrische Methode

Stern und Planet(en) bewegen sich unter dem Einfluss der Gravitation um ihren gemeinsamen Schwerpunkt. Der Stern bewegt sich wegen seiner größeren Masse um wesentlich kleinere Wege als der Planet. Falls man von der Erde aus nicht genau senkrecht auf diese Bahn schaut, hat diese periodische Bewegung des Sterns eine Komponente in Sichtrichtung (Radialgeschwindigkeit), die durch Beobachtung der abwechselnden Blau- und Rotverschiebung (Doppler-Effekt) mit Hilfe eines Frequenzkammes in sehr genauen Spektren des Sterns nachgewiesen werden kann. Da die Bahnneigung unbekannt ist (sofern die Planeten nicht gleichzeitig mit der Transitmethode nachgewiesen sind), kann man hier bei bekannter Sternmasse nicht die Planetenmasse selbst berechnen und erst recht nicht nachweisen, sondern nur eine Untergrenze der Masse der eventuell vorhandenen Planeten berechnen.

#### Astrometrische Methode
Die Bewegung des Sterns um den gemeinsamen Schwerpunkt hat Komponenten quer zur Sichtrichtung. Sie sollten durch genaue Vermessung seiner Sternörter relativ zu anderen Sternen nachweisbar sein. Bei bekannter Sternmasse und ‑Entfernung könnte man hier auch die Masse des Planeten angeben, da die Bahnneigung ermittelt werden kann. Schon Mitte des 20. Jahrhunderts wurde mit der astrometrischen Methode nach Exoplaneten gesucht, die Beobachtungen waren aber noch zu ungenau und behauptete Entdeckungen stellten sich später als unrichtig heraus. Auch der Astrometriesatellit Hipparcos hatte noch nicht die notwendige Genauigkeit, um neue Exoplaneten zu entdecken. Dessen Nachfolger Gaia hat das Potenzial, tausende Exoplaneten mittels der astrometrischen Methode zu entdecken. Gaia braucht dafür einige Jahre Beobachtungszeit und muss zuerst die Eigenbewegung des Sterns sicher identifizieren. Veröffentlichungen in größerem Umfang werden frühestens mit Gaia DR4 erwartet. Die Methode ist um so erfolgreicher, je schwerer der Exoplanet und je kürzer die Umlaufzeit ist. Durch Kombination von Messungen aus Gaia DR2 und der Radialgeschwindigkeitsmethode konnte bei Epsilon Indi A b bereits eine wesentlich genauere Bestimmung des entdeckten Planeten erreicht werden. In Zukunft sollte die Methode auch bodengestützt das Potential haben, Planeten durch Interferometrie zu entdecken, beispielsweise mit dem Very Large Telescope oder dessen Nachfolger, dem Extremely Large Telescope.

#### Gravitational-microlensing-Methode
Es handelt sich hierbei um eine weitere indirekte Methode, die den Effekt auf Hintergrundsterne nutzt. Unter Microlensing versteht man die Verstärkung des Lichts eines Hintergrundobjekts durch Gravitationslinsenwirkung eines Vordergrundsterns. Die Verstärkung nimmt zu und wieder ab, während sich der Stern vor dem Hintergrundobjekt vorbeibewegt. Dieser Helligkeitsverlauf kann durch einen Planeten des Vordergrundsterns eine charakteristische Spitze erhalten. Ein erstes solches Ereignis wurde 2003 beobachtet. Microlensing-Ereignisse sind selten, erlauben aber auch Beobachtungen bei weit entfernten Sternen. Allerdings ist noch nicht sicher erwiesen, ob sich damit auch Planeten extrem weit entfernter Systeme nachweisen lassen (z. B. Extragalaktische Planeten).

#### Berechnung nach gestörter Planetenbahn
Eine andere indirekte Methode beruht auf der Beobachtung bereits bekannter Exoplaneten. Mehrere Planeten im selben System ziehen einander über die Gravitation an, was die Planetenbahnen leicht verändert. Im Januar 2008 reichte ein spanisch-französisches Forscherteam eine Arbeit über Computersimulationen ein, mit der die Existenz eines Planeten GJ 436c anhand von Störungen in der Bahn des benachbarten Planeten GJ 436b nahegelegt wird. Die Berechnungen lassen für diesen Exoplaneten eine Masse von ungefähr fünf Erdmassen vermuten. Ein Nachweis für diese Hypothese fehlt bislang.

#### Lichtlaufzeit-Methode
Die Lichtlaufzeit-Methode beruht auf einem streng periodischen Signal von einem Zentralstern oder einem zentralen Doppelstern. Durch den Einfluss der Gravitation verschiebt sich bei einem umlaufenden Planeten der Schwerpunkt des Sternsystems, wodurch es zu einer zeitlichen Verschiebung bei den periodischen Signalen kommt. Hinreichend genaue Signale kommen von Pulsarpulsen, den Maxima einiger pulsationsveränderlicher Sterne sowie den Minima bedeckungsveränderlicher Sterne. Die Lichtlaufzeit-Methode ist entfernungsunabhängig, aber sie ist stark beeinflusst von der Genauigkeit des periodischen Signals. Daher konnte man mit dieser Methode bisher nur Exoplaneten um Pulsare nachweisen.

### Direkte Beobachtung

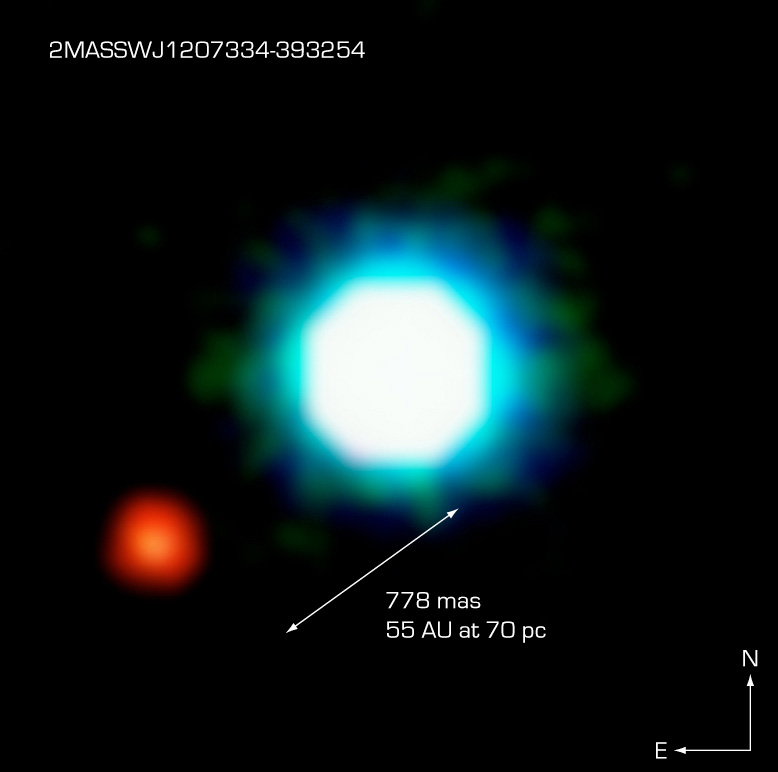
2M1207 und der Exoplanet 2M1207b (ESO/VLT)

Direkte Beobachtung ist die Abbildung (nachfolgend auch Imaging) von Exoplaneten als Punkte oder Scheiben auf Bildern.
Am 10. September 2004 gab die ESO bekannt, dass möglicherweise erstmals eine direkte Aufnahme eines Planeten beim 225 Lichtjahre entfernten Braunen Zwerg 2M1207 gelungen ist. Nachfolgemessungen mit dem Hubble-Weltraumteleskop 2006 konnten dies bestätigen.
Am 31. März 2005 gab eine Arbeitsgruppe des astrophysikalischen Instituts der Universitäts-Sternwarte Jena bekannt, einen Planeten von nur ein- bis zweifacher Masse des Planeten Jupiter bei dem der Sonne ähnlichen, aber mit einem Alter von ca. 2 Millionen Jahren wesentlich jüngeren Stern GQ Lupi, der sich gerade in der T-Tauri-Phase befindet, beobachtet zu haben. Auch diese Beobachtung erfolgte mit dem Very Large Telescope der ESO im infraroten Spektralbereich.
Anfang 2008 entdeckten britische Astronomen in der Nähe des 520 Lichtjahre von der Erde entfernten und mit einem Alter von etwa 100.000 Jahren noch sehr jungen Sterns HL Tau mittels des Very Large Array einen Exoplaneten in der Entwicklungsphase.
Ein am 14. November 2008 veröffentlichter Nachweis eines den 25 Lichtjahre entfernten Stern Fomalhaut umrundenden nichtstellaren Objektes wurde seinerzeit als erste direkte Abbildung eines Exoplaneten gefeiert. Auf zwei Aufnahmen des Hubble-Weltraumteleskops aus den Jahren 2004 und 2006 im Bereich des sichtbaren Lichts ist das Objekt Fomalhaut b als ein sich bewegender Lichtpunkt zu erkennen, der eine Keplerbahn beschreibt, in einer Entfernung von 113 AE am inneren Rand des den Stern umgebenden Staubgürtels (dem Zwölffachen der Distanz zwischen Sonne und Saturn). Nach Angaben der Entdecker ist es das bisher kühlste und kleinste Objekt, das außerhalb des Sonnensystems abgebildet werden konnte. Falls es tatsächlich ein Exoplanet wäre, könnte es eine Masse von etwa drei Jupitermassen haben. Laut einer Veröffentlichung vom April 2020 könnte das Objekt auch eine Staubwolke sein, die aus einem Zusammenstoß zweier kleinerer Körper von etwa 200 km resultiert. Beobachtungen aus 2023 mit dem James-Webb-Teleskop zeigen kein Objekt am erwarteten Ort, obwohl ein jupiterähnlicher Planet dort im Infraroten deutlich beobachtbar wäre, und unterstützen damit die Hypothese einer kurz aufgeleuchteten und nach ihrer Abkühlung mit heute möglichen Methoden nicht mehr beobachtbaren Staubwolke.
Ebenfalls im November 2008 gaben Astronomen bekannt, dass es am Gemini-North-Observatorium und am Keck-Observatorium gelungen sei, ein ganzes Planetensystem um den 130 Lichtjahre entfernten Stern HR 8799 im Sternbild Pegasus abzubilden. Beobachtungen mittels adaptiver Optik im infraroten Licht zeigen drei Planeten, deren Massen mit sieben bis zehn Jupitermassen angegeben werden. Die Exoplaneten umkreisen ihr Zentralgestirn im Abstand von 25, 40 und 70 Astronomischen Einheiten. Mit einem geschätzten Alter von 60 Millionen Jahren sind sie noch jung genug, um selbst Wärmestrahlung abzugeben.

### Auswahl an bekannten Projekten und Instrumenten zum Nachweis von Exoplaneten
| Name                                  | Typ              | Methode(n) | Entdeckungen (Beispiele)                                                           |
| ------------------------------------- | ---------------- | --- | ---------------------------------------------------------------------------------- |
| Kepler-Mission                        | Weltraumteleskop | Transitmethode, Orbital Brightness Modulation, Änderungen der Transitzeiten (Transit Timing Variations)                  | fast alle Planeten der Kepler- und K2-Sterne (z. B. Kepler-452b, Kepler-90-System) |
| Transiting Exoplanet Survey Satellite | Weltraumteleskop | Transitmethode, Änderungen der Transitzeiten (Transit Timing Variations)                                                 | GJ 357 b, Pi Mensae c, TOI-813 b, TOI-5174 b                                       |
| HARPS                                 | bodengestützt    | Radialgeschwindigkeitsmethode                                                                                            | Gliese 667 Cc, Ross 128b, Gliese 581-System                                        |
| OGLE                                  | bodengestützt    | Microlensing, Transitmethode                                                                                             | OGLE-2005-BLG-390L b                                                               |
| SuperWASP                             | bodengestützt    | Transitmethode | WASP-12b, WASP-96 b                                                                |
| Hubble-Weltraumteleskop               | Weltraumteleskop | Imaging, Transitmethode, nicht primär zur Exoplaneten-Entdeckung gebaut                                                  | PSR B1620-26 b, CHXR 73 b                                                          |
| James-Webb-Weltraumteleskop           | Weltraumteleskop | Imaging, Transitmethode, nicht primär zur Exoplaneten-Entdeckung gebaut                                                  |                                                                                    |
| Trappist                              | bodengestützt    | Transitmethode | TRAPPIST-1 b bis d                                                                 |
| Very Large Telescope                  | bodengestützt    | Imaging, nicht primär zur Exoplaneten-Entdeckung gebaut                                                                  | TYC 8998-760-1 b und c                                                             |
| Gaia-Mission                          | Weltraumteleskop | Astrometrische Methode, Transitmethode und Radialgeschwindigkeitsmethode. Nicht primär zur Exoplaneten-Entdeckung gebaut | Gaia-1 b, Gaia-2 b                                                                 |
| CHEOPS (Weltraumteleskop)             | Weltraumteleskop | Transitmethode, primär zur Untersuchung bekannter Systeme mit Exoplaneten gebaut                                         | System von TOI-178 in Kombination mit Daten anderer Teleskope, HD 108236 f         |

## Benennung
Die Regeln zur Benennung von Exoplaneten sind von der Internationalen Astronomischen Union (IAU) festgelegt. Danach erhält jeder Exoplanet eine „wissenschaftliche Bezeichnung“ (“scientific designation”), die aus dem Namen oder der Katalogbezeichnung des Zentralsterns sowie einem angehängten lateinischen Kleinbuchstaben besteht. Letztere werden dabei in der alphabetischen Reihenfolge der Entdeckung vergeben, beginnend mit „b“. Für gleichzeitig entdeckte Planeten um einen Zentralstern gibt die IAU keine Regelung vor; üblicherweise werden die Buchstaben hier in der Reihenfolge des Abstandes zum Zentralstern vergeben. Ob der Kleinbuchstabe von der Sternbezeichnung durch ein Leerzeichen abzusetzen ist, ist nicht geregelt; die Beispiele im Regelungstext selbst sind hierin uneinheitlich. Wenn der Sternname ein Mehrfachsternsystem bezeichnet, dessen einzelne Komponenten durch lateinische Großbuchstaben gekennzeichnet sind, ist für eine einzeln umrundete Komponente deren Kennbuchstabe dem Kleinbuchstaben unmittelbar (ohne Leerzeichen) voranzustellen. Wenn mehrere Komponenten umrundet werden, sind deren Kennbuchstaben eingeklammert dem Sternennamen anzuhängen. Als Beispiele sind unter anderem genannt: „51 Pegasi b“, „CoRoT-7b“, „Alpha Centauri Bb“, „Kepler-34 (AB) b“.
Neben diesen wissenschaftlichen Bezeichnungen vergibt die IAU auch public names, mit Gestaltungsregeln analog zur Benennung von Asteroiden. Dazu veranstaltete sie in den Jahren 2015, 2019 und 2022 die weltweiten Wettbewerbe NameExoWorlds zur Benennung von mittlerweile 163 ausgewählten Exoplaneten.

## Zahl der bekannten Exoplaneten

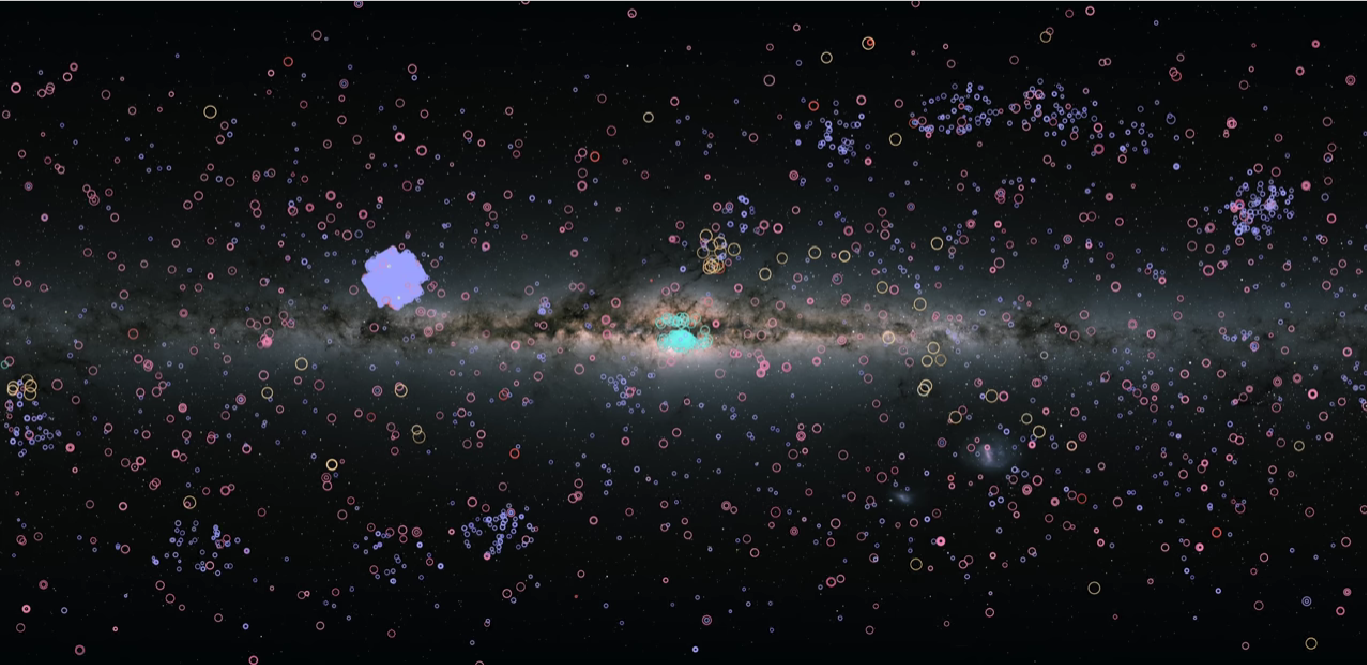
Im März 2022 waren mehr als 5000 Exoplaneten bekannt, [https://www.jpl.nasa.gov/news/cosmic-milestone-nasa-confirms-5000-exoplanets Quelle

Mit Stand vom 18. Juni 2025 waren 7506 Exoplaneten in 5097 Systemen gelistet, wobei allerdings einige Objekte Massen im Bereich von Braunen Zwergen haben. Die Extrasolar Planets Encyclopaedia hat eine obere Grenze von 60 MJ (Jupitermassen) definiert, während beim NASA Exoplanet Archive eine obere Massengrenze von 30 MJ gesetzt wurde. In der Praxis sind jedoch auch Planeten mit leicht höheren Masswerten bis zu 100 MJ in den Datenbanken enthalten.
1038 multiplanetare Systeme haben zwei bis acht nachgewiesene Planeten. Planetensysteme gelten heute in der unmittelbaren Umgebung der Sonne als sicher nachgewiesenes, allgemein verbreitetes Phänomen. Untersuchungen und Messungen des Institut astrophysique de Paris ergaben, dass ein Stern der Milchstraße im Durchschnitt ein bis zwei Planeten hat.
| 1988 | 1989 | 1990 | 1991 | 1992 | 1993 | 1994 | 1995 | 1996 | 1997 |  |  |  |  |  |  |
| 3    | 1    | 3    | 2    | 9    | 4    | 2    | 4    | 12   | 11   |  |  |  |  |  |  |
| 1998 | 1999 | 2000 | 2001 | 2002 | 2003 | 2004 | 2005 | 2006 | 2007 |  |  |  |  |  |  |
| 22   | 48   | 62   | 32   | 87   | 67   | 69   | 62   | 115  | 97   |  |  |  |  |  |  |
| 2008 | 2009 | 2010 | 2011 | 2012 | 2013 | 2014 | 2015 | 2016 | 2017 |  |  |  |  |  |  |
| 110  | 123  | 173  | 262  | 202  | 210  | 916  | 202  | 1551 | 577  |  |  |  |  |  |  |
| 2018 | 2019 | 2020 | 2021 | 2022 | 2023 | 2024 | 2025 |      |      |  |  |  |  |  |  |
| 383  | 254  | 277  | 248  | 513  | 266  | 416  | 36   |      |      |  |  |  |  |  |  |

- Diagrammdaten:
- Definition |
- Rohdaten |
- Hilfe

### Masse und Radius der entdeckten Planeten

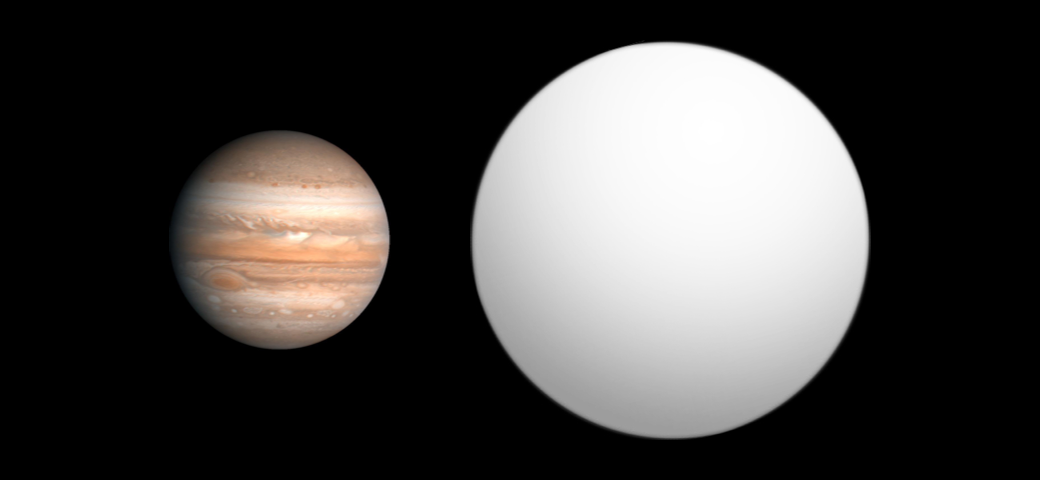
Größenvergleich zwischen Jupiter (links) und TrES-4 (rechts), einem der größten bekannten Exoplaneten

Während es sich bei den zunächst entdeckten Exoplaneten hauptsächlich um Hot Jupiters handelte, so machen mittlerweile Planeten mit einer Größe zwischen derjenigen der Erde und der des Neptun den Hauptteil der entdeckten Exoplaneten aus.
Mit Stand 2021 sind etwas über 1000 Planeten mit weniger als dem doppelten Erdradius bekannt, davon sind etwa 170 kleiner als die Erde. Da Massen nicht für alle Planeten und tendenziell eher für größere Planeten bestimmt werden können, ist die Zahl der Planeten mit Massenangaben unterhalb der zweifachen Erdmasse mit ca. 50 noch gering.
- Diagrammdaten:
- Definition |
- Rohdaten |
- Hilfe

### Kleine Exoplaneten

Masse der bis zum im Diagramm genannten Datum bekannten Exoplaneten über dem Jahr ihrer Entdeckung. Mit den Jahren weitet sich das Massenspektrum besonders nach unten hin, also bei kleineren Massen (ohne umstrittene Entdeckungen und Planeten um Pulsare).

Seit 2000 wurden zunehmend kleinere Exoplaneten entdeckt. 2004 lag die Untergrenze der Entdeckbarkeit mit der Radialgeschwindigkeitsmethode bei einer Radialgeschwindigkeit von rund 1 m/s. Ein Planet, der in 1 AE Entfernung um seinen Stern kreist, musste daher eine Masse von ca. 11 Erdmassen haben, um überhaupt entdeckt werden zu können. Mittlerweile wurden jedoch auch masseärmere und kleinere Exoplaneten mit Hilfe der Radialgeschwindigkeit sowie durch die Microlensing- und Transitmethode entdeckt, wobei die größten Fortschritte bei der Suche nach kleinen Exoplaneten bisher mithilfe des Kepler-Teleskops erreicht wurden.
Einer der ersten gefundenen kleinen Exoplaneten ist der im April 2007 von Astronomen der Europäischen Südsternwarte (ESO) entdeckte zweite Begleiter des Sterns Gliese 581: Gliese 581 c in einer Entfernung von 20,45 Lichtjahren. Seine Umlaufdauer bzw. Jahreslänge beträgt nur 13 Erdtage. Der Planet hat eine Mindestmasse von fünf Erdmassen. Der Nachweis des Planeten gelang durch einen Spektrographen, der in La Silla, Chile, betrieben wird. Es wurden Rot- und Blauverschiebungen untersucht, die in Abhängigkeit zum Umlauf des Begleiters stehen (Radialgeschwindigkeitsmethode).
Ein weiterer, erst 2009 entdeckter Planet desselben Sternes ist Gliese 581 e. Bei ihm handelt es sich um einen der masseärmsten bekannten Exoplaneten mit einer Mindestmasse von 1,9 Erdmassen und einer Umlaufzeit von nur knapp mehr als 3 Tagen.
Viele andere bisher nachgewiesene kleine Exoplaneten sind sogenannte Supererden:
Gliese 876 d besitzt etwa die 7-fache Masse der Erde. Da er in einem sehr geringen Abstand in nur 47 Stunden einmal um seinen Stern kreist, beträgt seine Oberflächentemperatur etwa 200 °C bis 400 °C.
OGLE-2005-BLG-390L b wurde im Januar 2006 von einer internationalen Forschergruppe mittels Mikrolinseneffekt entdeckt. Dieser Exoplanet ist von der Erde ungefähr 25.000 bis 28.000 Lichtjahre entfernt und hat etwa die fünffache Erdmasse. Er umkreist den Stern OGLE-2005-BLG-390L (einen Roten Zwerg) in einer Entfernung von 2,6 Astronomischen Einheiten einmal in zehn Erdjahren. Aufgrund der geringen Größe und vergleichsweise geringen Strahlung seines Sterns sowie der großen Entfernung davon beträgt die Oberflächentemperatur des Planeten nur etwa −220 °C. Die Entwicklung von Lebensformen ist damit höchst unwahrscheinlich.
MOA-2007-BLG-192L b wurde im Juni 2008 entdeckt und ist einer der kleinsten bekannten Exoplaneten. Er besitzt die 3,2-fache Erdmasse und befindet sich in einer Entfernung von etwa 3000 Lichtjahren. Neuere Hinweise deuten allerdings darauf hin, dass die Masse seines Muttersterns deutlich höher ist und es sich bei diesem nicht um einen Braunen, sondern um einen Roten Zwerg handelt. Dadurch ergibt sich für den Exoplaneten eine neubestimmte Masse von nur noch 1,4 Erdmassen.
Kepler-37b wurde 2013 entdeckt und ist mit einem Durchmesser von etwa 3900 km nur etwas größer als der Erdmond. Er ist der derzeit kleinste bekannte Exoplanet (Stand: 2019) um einen Stern vergleichbar zur Sonne.

## Bewohnbarkeit von Exoplaneten

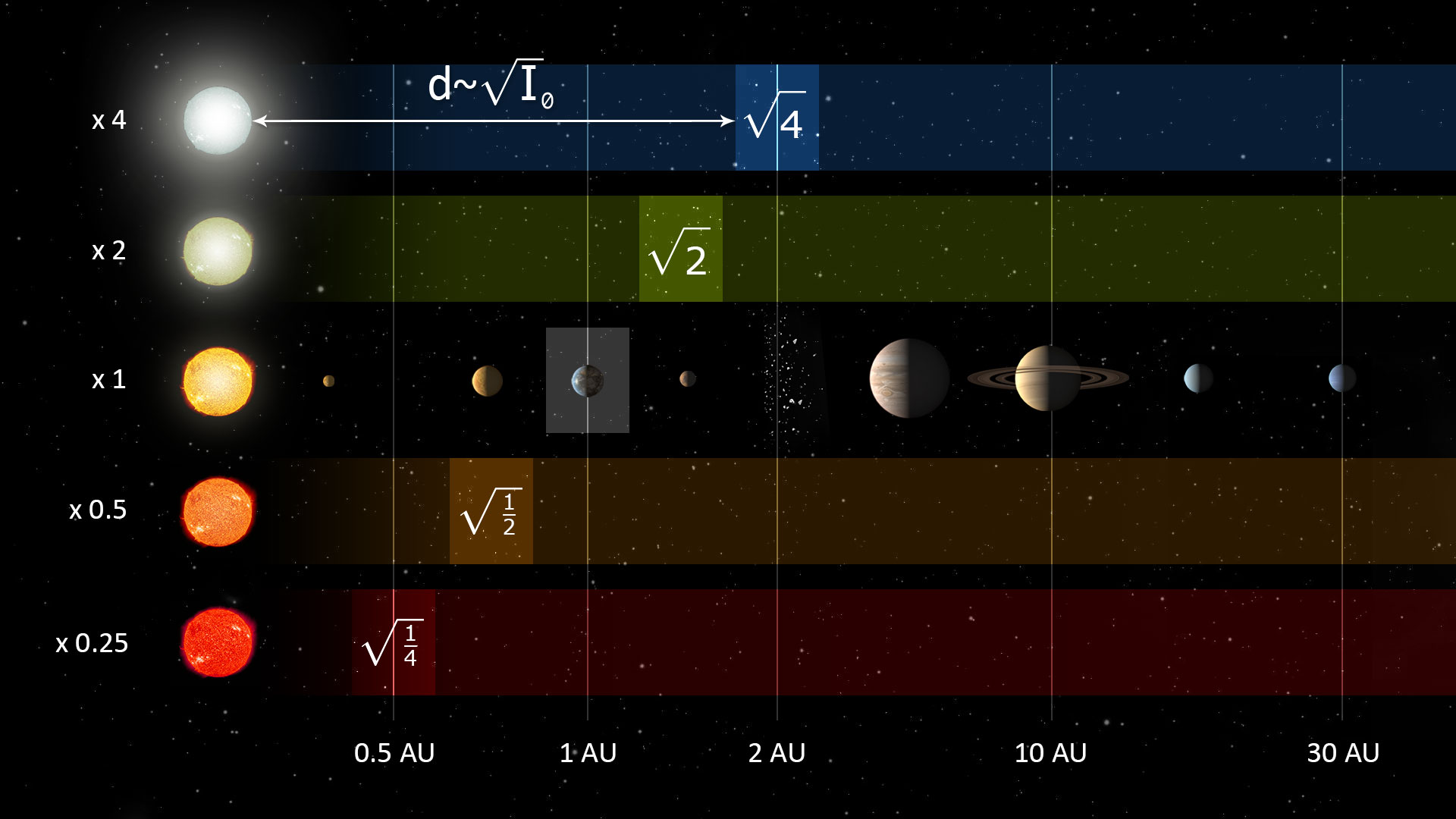
Ein Beispiel eines Systems, basierend auf der stellaren Leuchtkraft für die Vorhersage der Lage der habitablen Zone um Typen von Sternen

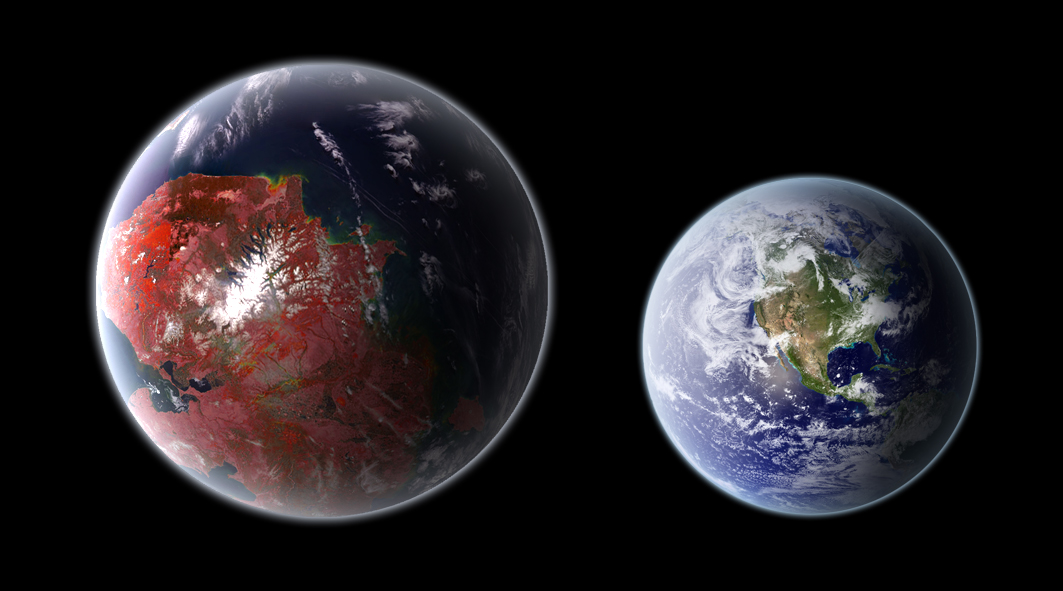
Künstlerische Darstellung eines Größenvergleichs eines superhabitablen Exoplaneten (1,34 Erdradien) zur Erde (rechts)

Eine wichtige Motivation bei der Suche und Untersuchung von Exoplaneten ist die Möglichkeit, ihre Bewohnbarkeit abzuschätzen. Aktuell sind die Möglichkeiten zur Abschätzung der Bewohnbarkeit extrasolarer Welten noch limitiert. Häufig ist der Abstand des Exoplaneten zum umrundeten Stern verhältnismäßig einfach abzuschätzen, und damit, ob er sich innerhalb der habitablen Zone befindet oder nicht. Es gibt jedoch auch hier oft Unsicherheiten bezüglich der exakten Bahnparameter. So könnte beispielsweise eine hohe Exzentrizität für sehr unregelmäßige Umweltbedingungen sorgen. Ebenso einfach zu bestimmen und entscheidend für die Bewohnbarkeit sind die Eigenschaften des Zentralsterns. So sind beispielsweise Rote Zwerge sehr zahlreich, jedoch ist die Bewohnbarkeit ihrer Systeme umstritten, unter anderem wegen ihrer Tendenz zu großen Strahlungsausbrüchen, die einen möglicherweise bewohnbaren Exoplaneten regelmäßig verstrahlen könnten. Nahegelegene Sterne oder Braune Zwerge können für erhebliche Bahnstörungen sorgen und ein Planetensystem destabilisieren, was eine Bewohnbarkeit erheblich erschwert.
Weiter von entscheidender Bedeutung sind die Eigenschaften des Planeten selbst. Oft werden Exoplaneten mittels der Transitmethode entdeckt, womit der Durchmesser des Exoplaneten relativ genau bestimmt werden kann. Die Masse wird jedoch meist mittels der Radialgeschwindigkeitsmethode bestimmt. Diese lässt sich bisher aber selten auf verhältnismäßig kleine und weiter vom Stern entfernte Exoplaneten anwenden und so besteht oft das Problem, dass deshalb die Dichte unbekannt ist. Die Bestimmung der Masse der Erde wäre mittels dieser Methode mit den aktuellen Möglichkeiten im Minimum sehr schwierig. Geologische Aspekte spielen vermutlich ebenfalls eine Rolle für die Bewohnbarkeit, sind jedoch mit aktuellen Methoden kaum nachzuweisen. So könnten etwa die Konzentrationen der radioaktiven Elemente Thorium und Uran (Radionuklide) in Planetenmänteln laut Wissenschaftlern entscheidend für die Bewohnbarkeit von erdähnlichen Planeten sein. Ein gewisser Anteil ist wichtig für ein abschirmendes, starkes Magnetfeld sowie für Wärme für bestimmte lebensrelevante geologische Prozesse. Theoretische Überlegungen sagen vorher, dass Planeten mit etwas größerer Masse als derjenigen der Erde lebensfreundlicher als diese sein könnten. Man spricht dann von superhabitablen Planeten.
Aktuell setzt man große Hoffnungen darauf, Signaturen einer möglichen Bewohnbarkeit oder sogar von außerirdischem Leben durch Bestimmung der Atmosphäreneigenschaften zu finden. So ist der Nachweis von Wasserdampf bei mehreren Exoplaneten bereits gelungen, wobei die meisten eher die Dimensionen von Neptun oder noch größer hatten. Als relativ klarer Hinweis auf das Vorhandensein von Leben würde wohl der direkte Nachweis von freiem Sauerstoff wie auf der Erde gelten, da bisher keine anderen Prozesse bekannt sind, die derartige Mengen dieses reaktiven Gases über längere Zeit in der Atmosphäre eines Planeten anreichern. Der Nachweis der Atmosphäre ist prinzipiell durch die Transitmethode möglich, jedoch ungleich schwieriger als die Bestimmung des Durchmessers, besonders bei kleineren Exoplaneten, die von ihrem Stern deutlich überstrahlt werden.
Eine vielfach diskutierte Hypothese ist auch diejenige von möglichen Exomonden, die ihre Bahnen um einen jupitergroßen Planeten innerhalb der habitablen Zone ziehen. Derartige Planeten wurden schon mehrfach entdeckt, der Nachweis eines Exomondes steht bisher (2023) jedoch noch aus, und auch die Untersuchung ihrer Bewohnbarkeit könnte schwieriger sein als diejenige von Exoplaneten.
Künftige Weltraumteleskope und auch erdgebundene Teleskope werden eine verbesserte Auflösung bieten, womit die Untersuchung potentiell bewohnbarer Planeten deutlich vereinfacht werden wird. Die detaillierte Untersuchung dieser Exoplaneten wird aber wohl auf Jahre hinaus schwierig bleiben.

## Arten von Exoplaneten
Es gibt noch kein international verbindliches System zur Klassifikation extrasolarer Planeten. So versuchte man eine Klassifikation für die solaren Planeten. Diese wurde dann auf die extrasolaren Planeten übertragen.
Diese Klassifikation wurde in folgende Typen vorgenommen:
- Gesteinsplaneten (erdähnliche Felsplaneten, „terrestrisch“, im Fall mehrerer Erdmassen als „Supererden“ bezeichnet)
- Gasriesen (jupiterähnlich, in großer Nähe zum Fixstern auch als „Hot Jupiters“ bezeichnet) und Gasplaneten (neptunähnlich, in großer Nähe zum Fixstern auch als „Hot Neptunes“ bezeichnet).

## Planeten außerhalb der Milchstraße
Es ist davon auszugehen, dass sich Planeten auch in anderen Galaxien geformt haben. Ihre reproduzierbare Detektion liegt jedoch deutlich außerhalb der heute verfügbaren Möglichkeiten. Es wurden mehrere Mikrolinsen-Ereignisse beobachtet, die möglicherweise auf Exoplaneten zurückzuführen sein könnten.

## Exemplarische Exoplaneten und Systeme

### 2M1207 b
Der Gasriese 2M1207 b wurde im Jahr 2004 im Orbit des Braunen Zwergs 2M1207 entdeckt und war der erste Exoplanet, der direkt auf optischem Wege wahrgenommen werden konnte und damit die Möglichkeit zu einer direkten spektroskopischen Untersuchung bietet.

### 2M1510

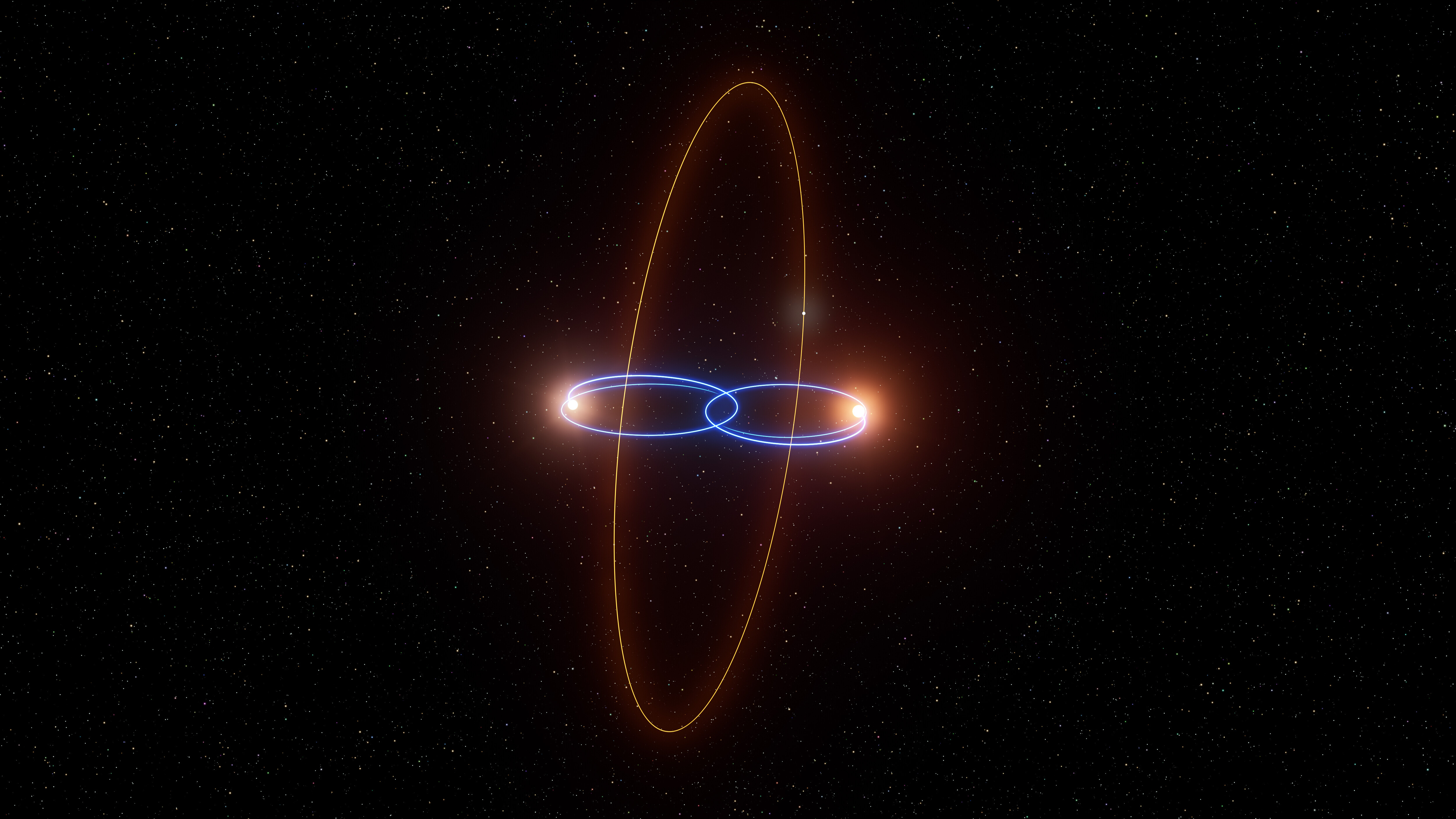
Orbit des Planeten, der die beiden Braunen Zwerge 2M1510 A und B zirkumbinär auf einer polaren Bahn umkreist

Im Mehrfachsystem von 2M1510 - bestehend aus 3 braunen Zwergen - wurde mit 2M1510 (AB) b ein Planet entdeckt, der zirkumbinär seine beiden Zentralobjekte auf einer polaren Umlaufbahn umkreist. Er ist somit der erste Planet, dessen Bahn senkrecht zur Scheibe seines Systems steht.

### Gliese 1214 b
GJ 1214 b (Gliese 1214 b) ist eine im Jahr 2009 entdeckte extrasolare Supererde, die im Sternbild Schlangenträger rund 40 Lichtjahre von der Erde entfernt in 38 Stunden den Roten Zwerg GJ 1214 umkreist, dessen Strahlung 200-mal schwächer ist als diejenige der Sonne. Der Exoplanet GJ 1214 b besitzt eine Atmosphäre, die sich überwiegend aus Wasserdampf zusammensetzt.

### HD 20782 b
Der Planet, mit mindestens 2 Jupitermassen wahrscheinlich ein Gasriese, umrundet seinen sonnenähnlichen Zentralstern HD 20782 in 597 Tagen auf einer extrem exzentrischen Bahn (Exzentrizität 0,96), bei der die Entfernung zum Zentralstern zwischen 0,06 und 2,5 AE schwankt.

### KELT-9b
Im Zuge eines Transits vor dem Zentralstern KELT-9 konnte in der Atmosphäre seines äußerst heißen Gasplaneten KELT-9b gasförmiges Eisen und Titan nachgewiesen werden.

### Kepler-42

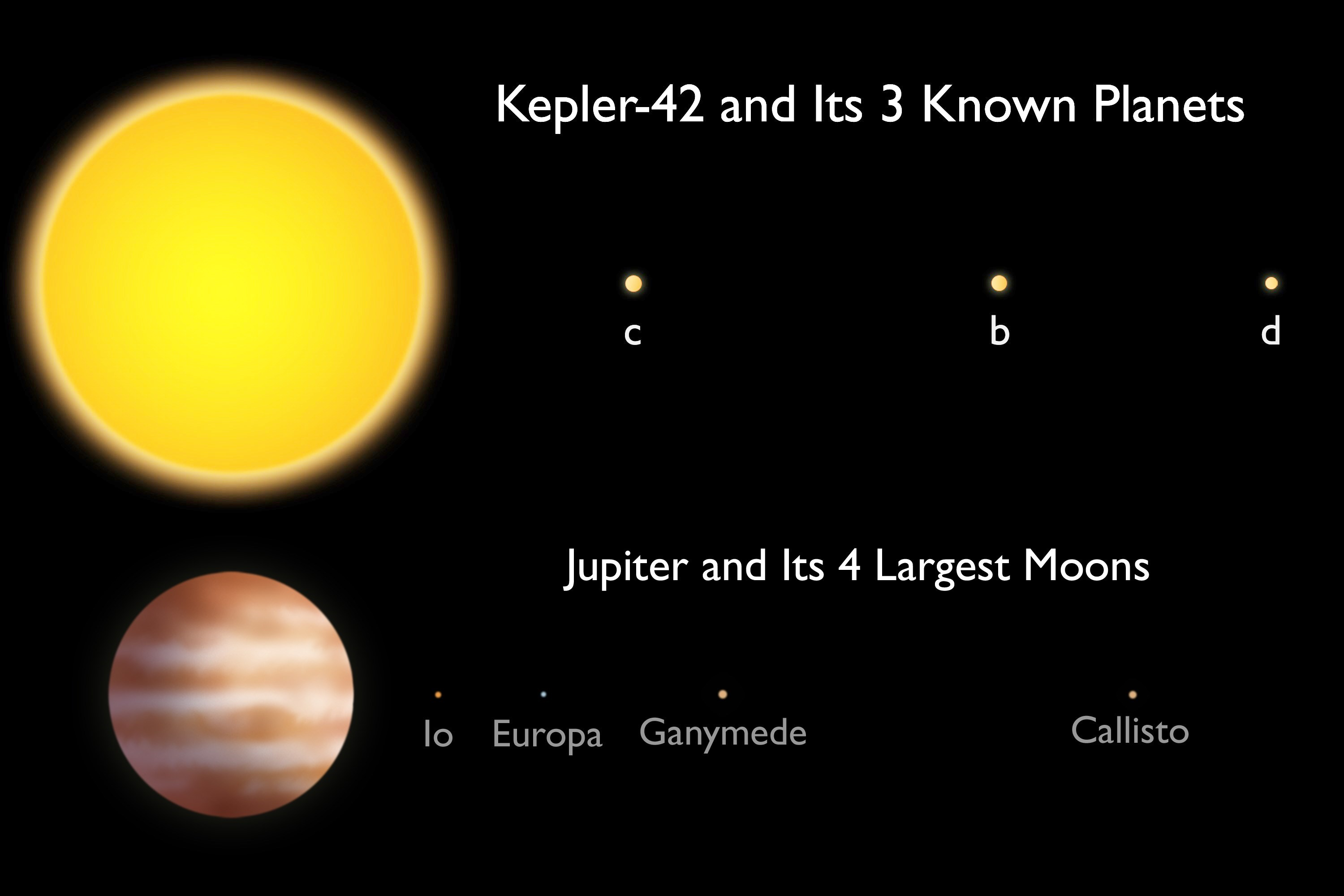
Planetensystem von Kepler-42 und das Jupitermondsystem

Im Rahmen der Kepler-Mission gab die NASA Anfang 2012 die Entdeckung von Kepler-42, des bis dahin (nach Planetengröße) kleinsten Planetensystems bekannt: Der ca. 120 Lichtjahre von der Erde entfernte Rote Zwerg Kepler-42 (seinerzeit als KOI-961 bezeichnet) besitzt drei Gesteinsplaneten, die alle den Stern näher als die habitable Zone umrunden und somit für flüssiges Wasser zu heiße Oberflächen haben. Ihre Radien betragen das 0,78-, 0,73- und 0,57-Fache des Erdradius, der kleinste dieser Planeten ist damit ähnlich groß wie der Mars.

### Kepler-51

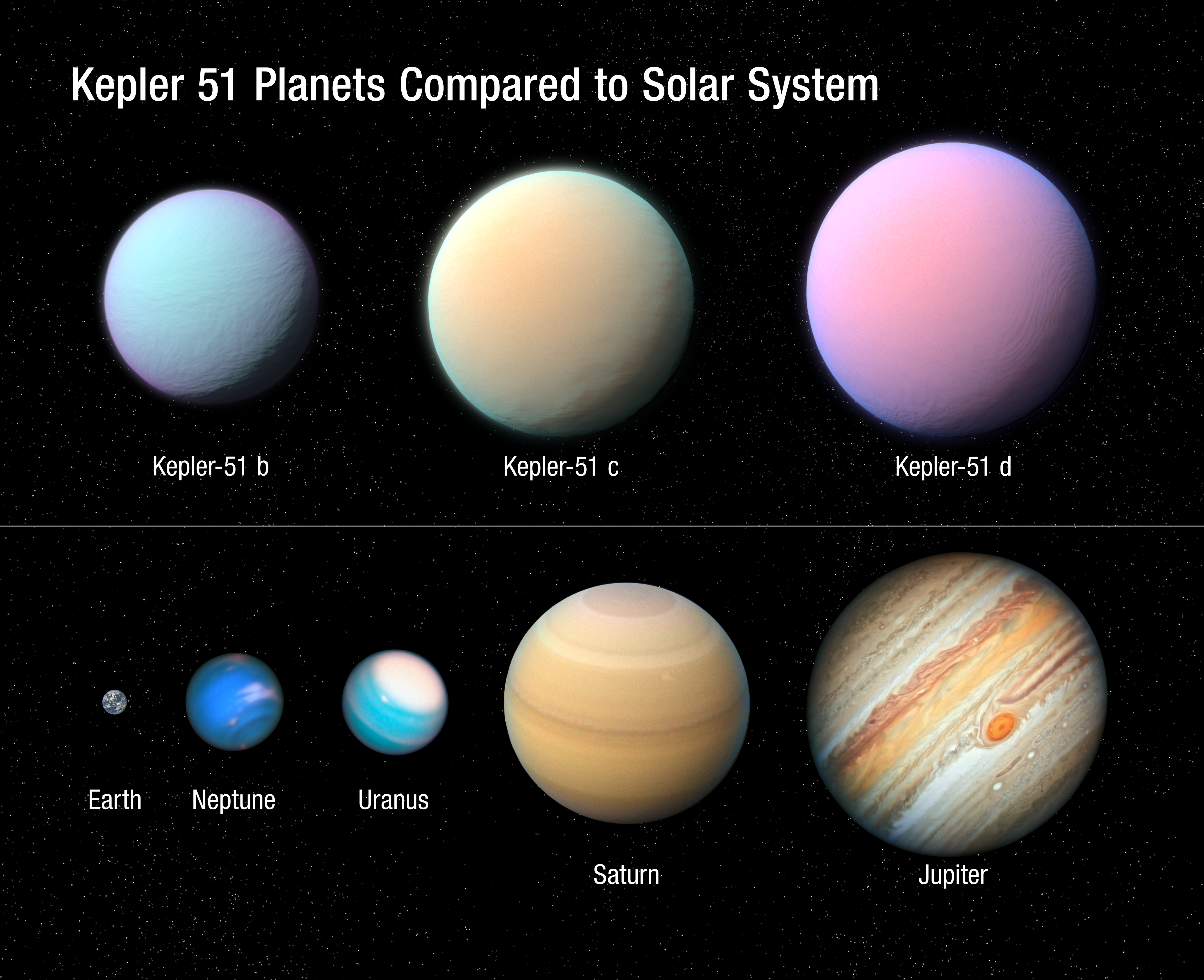
Künstlerische Darstellung der Planeten um Kepler-51 anhand echter Größenverhältnisse im Vergleich zu den Planeten des Sonnensystems

Kepler-51 ist ein Stern der Spektralklasse G wie die Sonne. In seinem System wurden bisher vier Exoplaneten entdeckt mit einer Umlaufzeit von 45 bis 260 Tagen. Überraschenderweise handelt es sich bei den inneren drei Planeten um sogenannte Super-Puffs, Planeten mit extrem geringer Dichte. Während Saturn mit 0,69 g/cm³ die geringste Dichte aller Planeten im Sonnensystem aufweist, scheint sie bei diesen drei Planeten bei lediglich 0,03 bis 0,15 g/cm³ zu liegen.

### Kepler-90
Kepler-90 ist mit Bekanntgabe der Entdeckung des achten Planeten im Dezember 2017 das System mit den meisten bekannten Exoplaneten.

### Kepler-186f

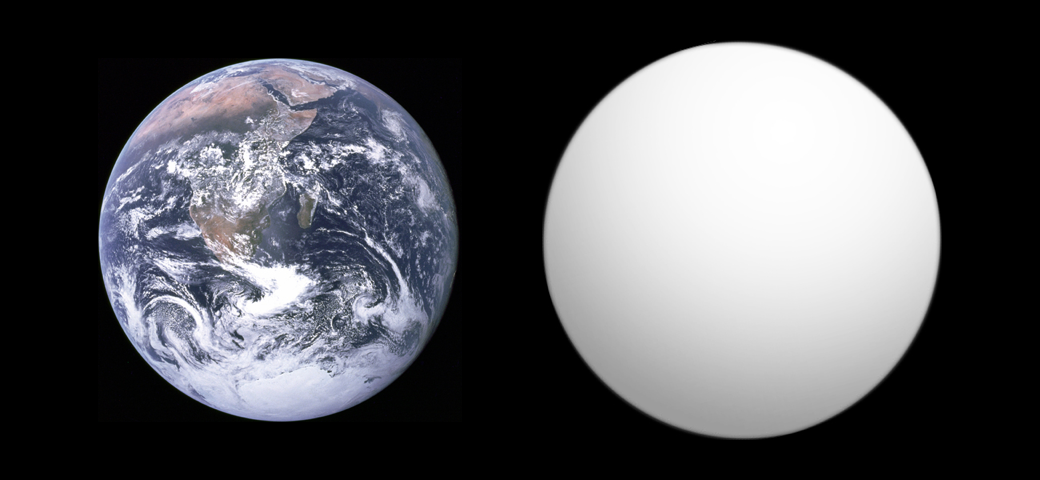
Größenvergleich von Kepler-186f zur Erde

Kepler-186f ist ein 2012 entdeckter etwa erdgroßer Planet (mit etwa 1,1-fachem Erddurchmesser), dessen Umlaufbahn im äußeren Bereich der habitablen Zone seines Zentralgestirns liegt. Seine Masse ist nicht bekannt, jedoch ist die Annahme plausibel, dass es sich um einen erdähnlichen Planeten (Gesteinsplaneten) handelt. Im System von Kepler-186 befinden sich mindestens 4 weitere Planeten, die jedoch alle innerhalb der habitablen Zone liegen.

### Kepler-452b
Kepler-452b ist ein 2015 entdeckter Planetenkandidat mit etwa 1,6-fachem Erddurchmesser, er ist somit wahrscheinlich ein erdähnlicher Planet (Gesteinsplanet) und befindet sich in der habitablen Zone. Falls er bestätigt wird, ist er einer der ersten entdeckten Exoplaneten, die einen sonnenähnlichen Stern umlaufen.

### Kepler 1647 b
Kepler-1647b ist ein etwa jupitergroße Gasriese und rund 3700 Lichtjahre entfernt. Er umkreist einen aus zwei sonnenähnlichen Sternen bestehenden Doppelstern zirkumbinär mit einer Umlaufzeit von etwa drei Jahren. Da er in der habitablen Zone liegt, lässt sich spekulieren, dass eventuell vorhandene Monde lebensfreundliche Bedingungen bieten könnten.

### K2-18 b

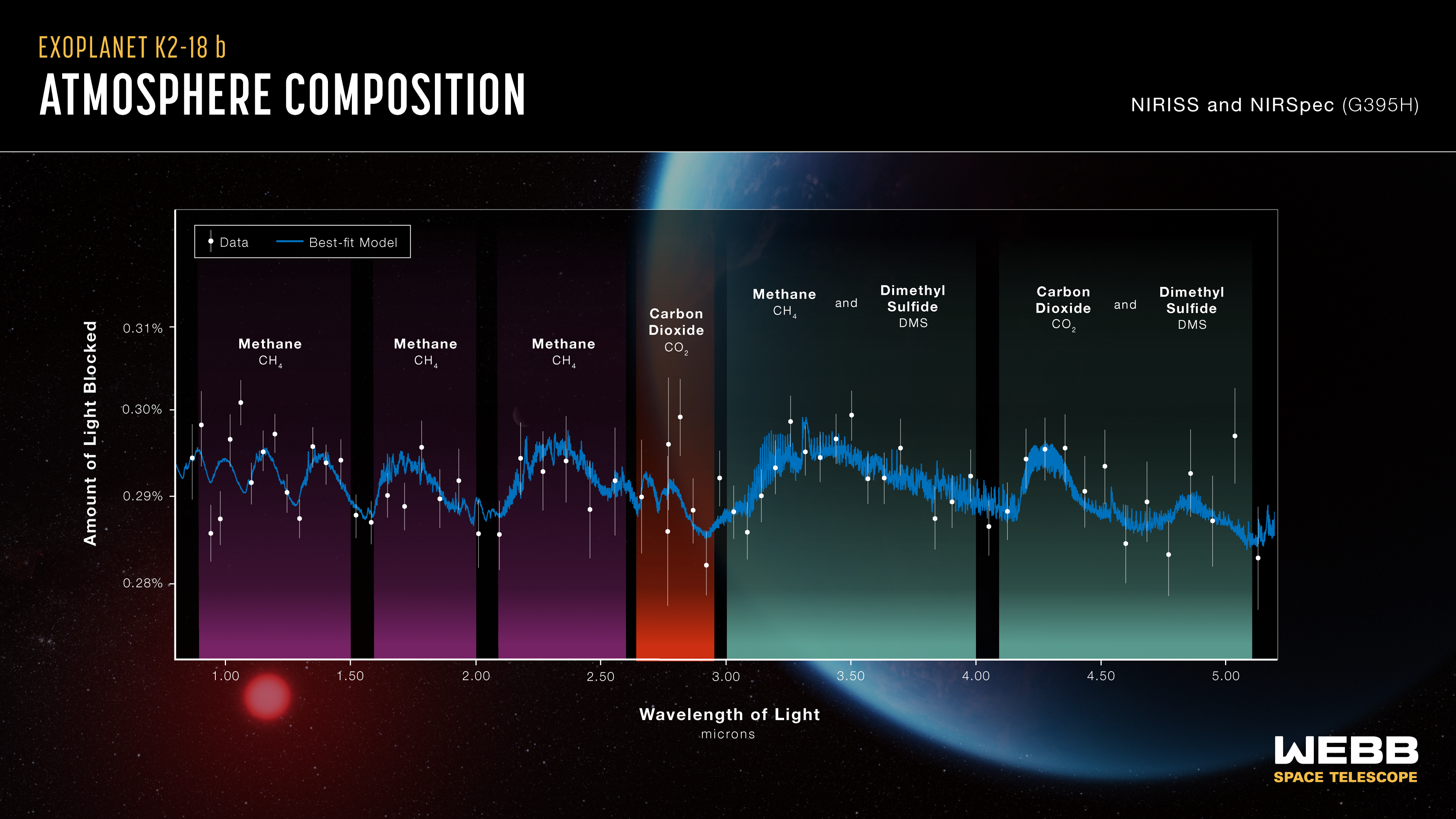
Spektrum der Atmosphäre von K2-18 b vermessen durch das James-Webb-Weltraumteleskop

Beim Planeten K2-18 b handelt es sich um eine Supererde oder einen Mini-Neptun, der seinen Zentralstern in der habitablen Zone umkreist. Mit verschiedenen Weltraumteleskopen (unter anderem dem James-Webb-Weltraumteleskop) konnte die Atmosphäre untersucht werden, wobei der Nachweis von Methan und möglicherweise Wasserdampf gelang. Es gibt ferner Hinweise auf einen möglicherweise flüssigen Ozean an der Oberfläche. Dennoch unterscheiden sich die Bedingungen an der Oberfläche mit Sicherheit beträchtlich von denen auf der Erde.

### Proxima Centauri b
Proxima Centauri b umkreist den sonnennächsten Stern Proxima Centauri in seiner habitablen Zone. Der Exoplanet, dessen Entdeckung im August 2016 bekanntgegeben wurde, ist möglicherweise erdähnlich.

### Ssc2005-10c
Das Objekt Ssc2005-10c bei dem Stern HD 69830 erfüllt eine „Schäferhundfunktion“ für einen mit dem Spitzer-Weltraumteleskop der NASA entdeckten Asteroidengürtel, ähnlich wie Jupiter für den Asteroidengürtel des Sonnensystems. Dieser Gürtel hat etwa dessen 25-fache Masse und ist dem Stern so nahe wie die Venus der Sonne.

### Titawin mit Saffar, Samh und Majriti
Das Doppelsternsystem Titawin besteht aus dem leuchtstärkeren Stern Titawin A und dem Roten Zwerg Titawin B. Der größere der beiden Sterne, Titawin A, hat mindestens drei Planeten:
- Saffar mit einer 0,71-fachen Jupitermasse bei 4,617 Tagen Umlaufdauer und einem geschätzten Temperaturunterschied zwischen Tag- und Nachtseite von 1400 Grad,
- Samh mit 2,11-facher Jupitermasse (241,2 Tage Umlaufdauer) – ein Exoplanet, der sehr warm ist, sich aber am inneren Rand der Lebenszone befinden könnte und
- Majriti (4,61-fache Jupitermasse, 3,47 Jahre Umlaufdauer), ein Planet, der eher kühl ist, sich aber gerade noch am äußeren Rand der Lebenszone befinden könnte.

Das System liegt im Sternbild Andromeda, ist 2,9–4,1 Milliarden Jahre alt, 43,93 Lichtjahre entfernt und die Umlaufzeit von Titawin A und Titawin B beträgt 20.000 Jahre.

### Trappist-1

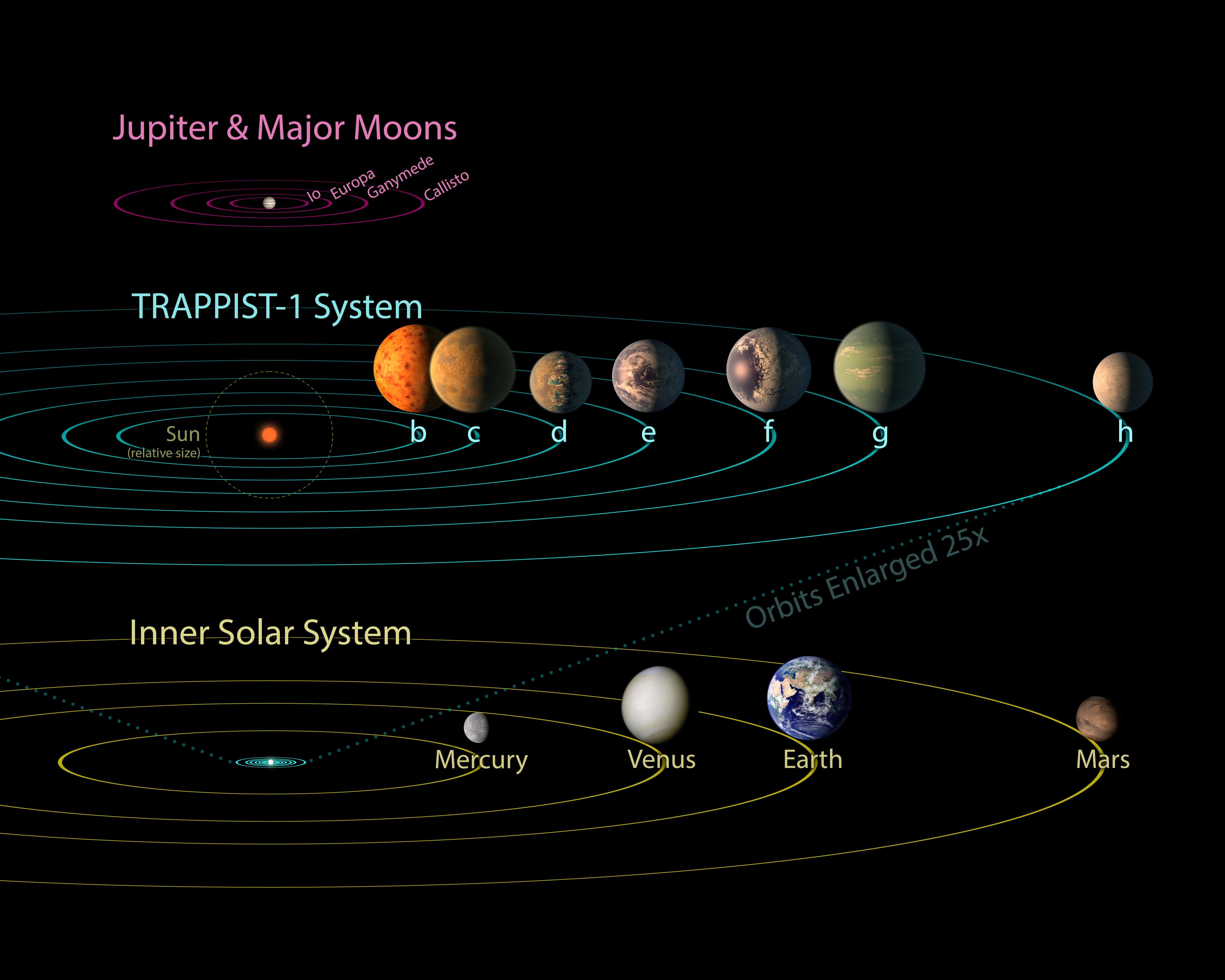
Größenvergleich des Jupitersystems (oben) mit dem Trappist-1-System (Mitte). Darunter ein Größenvergleich zu dem um den Faktor 25 verkleinerten Sonnensystem. Die Planeten sind im Verhältnis zu den Umlaufbahnen stark vergrößert eingezeichnet.

Beim 2016 entdeckten Trappist-1-System wurden mittlerweile 7 terrestrische Planeten gefunden, wovon mehrere in der habitablen Zone liegen. Somit sind alle Planeten der Erde vergleichsweise ähnlich. Der Zentralstern allerdings ist ein leuchtschwacher Roter Zwerg mit lediglich etwa 8 % der Sonnenmasse.

### TYC 8998-760-1

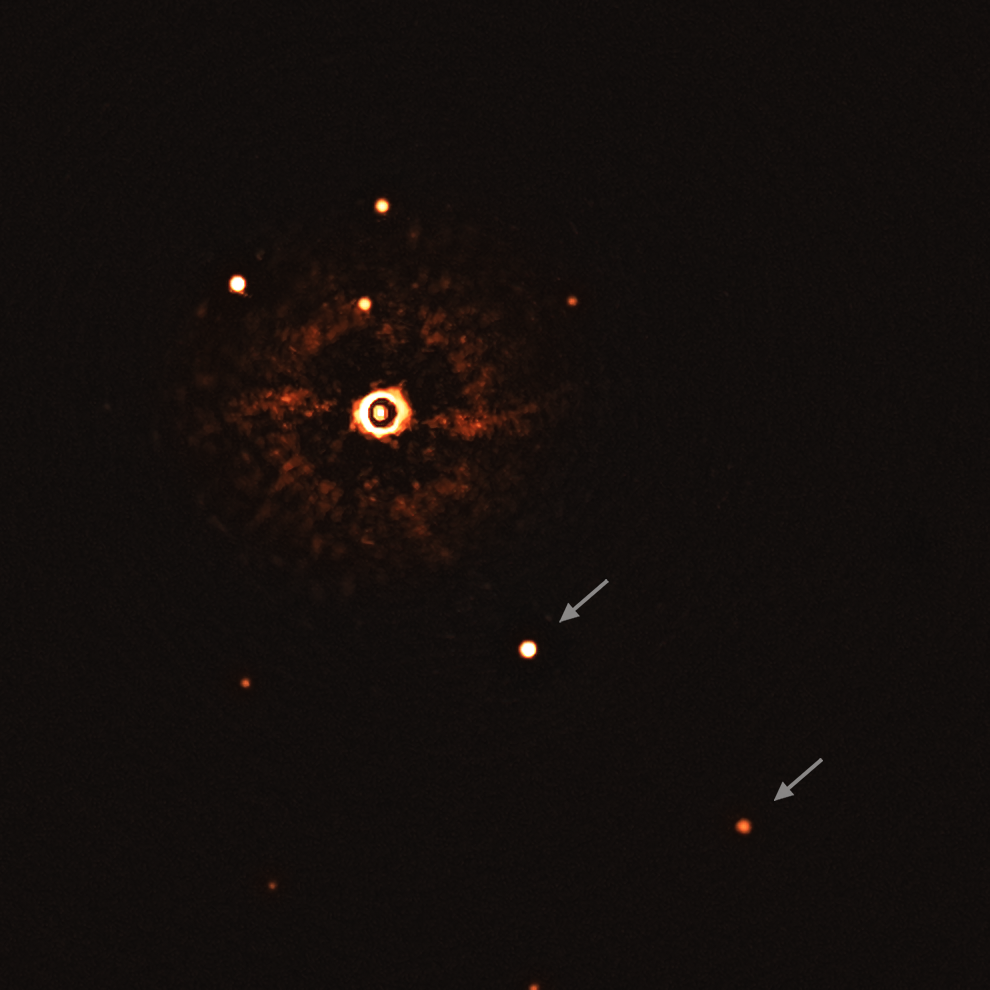
Bild des jungen Sterns TYC 8998-760-1 mit seinen 2 Planeten

TYC 8998-760-1 ist ein junger, sonnenähnlicher Stern, um den im Jahr 2020 zwei Exoplaneten direkt abgebildet werden konnten. Beide Planeten sind deutlich massereicher als Jupiter und außerdem befinden sie sich mit 160 respektive 320 AE sehr weit entfernt von ihrem Zentralstern.

### WD 1856+534
Der Weiße Zwerg WD 1856+534 wird mutmaßlich von einem sehr massereichen Planeten WD 1856+534 b umkreist. Spektakulär an der Entdeckung im Jahr 2020 ist, dass damit erstmals deutliche Hinweise auf die Existenz von Planeten im System eines Weißen Zwergs präsentiert wurden. Bisher ist unbekannt, wie der Planet in die aktuelle Bahn geraten ist, da Astronomen davon ausgehen, dass er an dieser Position die Rote-Riesen-Phase des Zentralsterns nicht überstanden hätte.

### TOI-5174 b
TOI 5174 b wurde vom Hobby-Astronomen Gerd Gühne im Januar 2022 im Rahmen des Projektes Planet Hunters TESS (PHT) entdeckt, im Februar des gleichen Jahres dann von der Astronomin Nora Eisner als PHT-Kandidat TIC 49428710.01 auf ExoFOP registriert und im Oktober durch die Forschergruppe um Giacomo Mantovan bestätigt. Der Exoplanet ist etwa halb so groß wie Jupiter (0,447 Jupiterradien / 5,35 Erdradien) und umkreist seinen sonnenähnlichen Stern in nur 12,2 Tagen (gerundet). Wegen der großen Nähe zu seinem Stern liegt die Oberflächentemperatur etwa bei rund 500 °C (genauere Modelle müssen noch erstellt werden). Der Stern selbst befindet sich im Sternbild Löwe in 643 Lichtjahren Entfernung.
Der Exoplanet wurde mit Hilfe der Daten des TESS-Weltraumteleskopes entdeckt – der Planet ist für ~ 4,7 Stunden vor seinem Stern zu sehen.